# HMAS Australia (D84)
«Австралія» (D84) (англ. HMAS Australia (D84) — військовий корабель, важкий крейсер типу «Каунті» підтипу «Кент» Королівського військово-морського флоту Австралії за часів Другої світової війни.
Важкий крейсер «Австралія», один з двох важких крейсерів підтипу «Кент», що замовлялися Королівським флотом Австралії, був закладений 9 червня 1925 року на верфі John Brown & Company у Клайдбанкі. 17 березня 1927 року корабель спущений на воду, а 24 квітня 1928 року увійшов до складу Королівських ВМС Австралії.
Корабель служив біля берегів континенту, діяв з 1934 до 1936 року в Середземному морі, під час цієї місії брав участь у запланованих британським Адміралтейством заходах на Абіссинську кризу. До початку Другої світової війни «Австралія» діяв у місцевих і південно-західних районах Тихого океану.
Крейсер залишався поблизу Австралії до середини 1940 року, коли він був відряджений для виконання бойових завдань у східну Атлантику, зокрема брав участь у полюванні на німецькі кораблі та залучався до операції «Менейс». 23-28 серпня 1940 року корабель разом з крейсером «Норфолк» здійснив вилазку з Скапа-Флоу до узбережжя Норвегії з метою нанесення удару по каботажному судноплавству супротивника. Полювання на німецькі рибальські судна не вдалося, хоча крейсери дійшли до широти о. Ведмежий, а наліт корабельної авіації на Тромсе не відбувся через погану погоду. Протягом 1941 року «Австралія» діяла у внутрішніх водах та водах Індійського океану, але на початку 1942 року крейсер був переназначений як флагман ескадри ANZAC. Як частина цієї сили (яка згодом була перейменована в оперативну групу 44, а потім в оперативну групу 74), «Австралія» діяла на підтримку морських та десантних операцій ВМС США по всій Південно-Східній Азії до початку 1945 року. Корабель брав безпосередню участь у боях у Кораловому морі та на острові Саво, підтримував десанти на Гуадалканалі та бився в затоці Лейте, а також проводив численні акції під час кампанії на Новій Гвінеї.
15 вересня 1944 року «Австралія» і «Шропшир» за підтримки есмінців «Варрамунга» й «Арунта» підтримували висадку десанту на острів Моротай — останній пункт перед вторгненням на Філіппіни.
17 жовтня крейсер у складі сил прикриття (оперативна група TG.77.3) увійшов у затоку Лейте), а в день висадки — 20 жовтня — здійснювали вогневу підтримку північної групи десанту.
Під час вторгнення в затоку Лінґайєн важкий крейсер був серйозно пошкоджений унаслідок серії атак камікадзе. Австралійський крейсер відплив до Англії на ремонт, де перебував до кінця війни й більше участі в бойових діях не брав.
Наприкінці 1940-х років «Австралія» служив у складі окупаційних сил Британського Співдружності в Японії і брав участь у кількох візитах до порту до інших країн, перш ніж в 1950 році його перевели в розряд навчальних кораблів. 1954 році виведений зі складу флоту та наступного року списаний на брухт.